# بيجبولياك
بيزهبولياك (بالروسية: Бижбуляк) هي مدينة في جمهورية باشكورتوستان في روسيا. ويبلغ عدد سكانها حوالي 6291 نسمة.